# Gazzetta di Venezia
La Gazzetta di Venezia è stato il quotidiano principale della metropoli veneta nel XIX secolo e nei primi decenni del XX secolo. Ha attraversato la storia di Venezia e ne ha testimoniato i vari cambiamenti. Il giornale informò i lettori anche sui più importanti avvenimenti europei.

## Storia
Il nome gazzetta nel significato di “foglio di notizie” nacque proprio a Venezia alla metà del XVI secolo; successivamente dalla città lagunare si diffuse in tutta Italia e in Europa. I “fogli di notizie” corrispondevano a un'iniziativa del governo della Repubblica di Venezia e venivano scritti a mano. Non erano il frutto di un'impresa editoriale.
Il primo stampatore a pubblicare una Gazzetta di Venezia fu Giovanni di Memel, che nel 1759 fece uscire un giornale con questa testata che conteneva scritti améni, avvisi economici, notizie ed altro. Di tale periodico si hanno solo poche notizie.
- Gazzetta Veneta privilegiata (4 settembre 1799 – 13 giugno 1800), stampatore Pietro Zerletti
- Giornale di Venezia (27 aprile 1814 - 31 dicembre 1815)
- Gazzetta Privilegiata di Venezia (1º gennaio 1816 - 22 marzo 1848)
- Gazzetta di Venezia, foglio uffiziale (23 marzo 1848 - 27 agosto 1849)
- Gazzetta di Venezia (28 agosto 1849 – 21 febbraio 1850)
- Gazzetta Uffiziale di Venezia (22 febbraio 1850 – 4 ottobre 1866)
- Gazzetta di Venezia (5 ottobre 1866 – 27 aprile 1945)

La Gazzetta di Venezia nacque per volere del governo austriaco. Nel 1798 il Veneto fu annesso all'Arciducato d'Austria. L'anno seguente iniziarono le pubblicazioni della Gazzetta Veneta privilegiata, organo ufficiale del governo veneto sotto il dominio asburgico. Il privilegio di stampa fu concesso a Pietro Zerletti. Il primo numero uscì il 4 settembre 1799. Il giornale usciva nel formato in folio, inizialmente con periodicità bisettimanale.
Dopo la Restaurazione, il quotidiano fu affidato ad Antonio Graziosi (1814), che ne rimase proprietario fino alla morte. Continuò l'attività la vedova, che poi nel 1832 la cedette a Giovanni Antonio Perlini. Successivamente la fattura del quotidiano passò al genero Tommaso Locatelli, che fu direttore della Gazzetta fino al 1860. Dal 1838 il giornale fu stampato nella “tipografia della Gazzetta”.
Nel periodo della Repubblica di San Marco, ovvero dal marzo 1848 all'agosto 1849, il giornale fu diretto da Pacifico Valussi. Dopo la restaurazione del potere imperiale, Locatelli tornò alla direzione, decidendo però di non firmare più il giornale.
Dopo l'annessione del Veneto al Regno d'Italia (1866), la Gazzetta di Venezia divenne un giornale indipendente. Locatelli chiamò il genero, l'avvocato Paride Zajotti, ad affiancarlo alla direzione. Nel 1868 Locatelli morì e Zajotti gli subentrò sia come direttore che come proprietario. Morto Zajotti, il quotidiano fu rilevato dal deputato Ferruccio Màcola (1889), che assunse anche la direzione. 
Nel 1902 Màcola cedette la testata al gruppo di liberali veneziani capeggiati dal conte Lorenzo Tiepolo. Il primo direttore della nuova proprietà fu Vittorio Banzatti (1903 - dicembre 1905), già redattore capo del Corriere della Sera. Nel 1906 la Gazzetta assorbì il concorrente Giornale di Venezia (fondato appena tre anni prima), mutuandone anche l'indirizzo conservatore.
Il periodo tra le due guerre fu coperto dalla ventennale direzione di Gino Damerini (1922-1941). Nel 1941 fu assorbita dal Gazzettino, di cui divenne l'edizione pomeridiana. Dopo la fine della seconda guerra mondiale la testata scomparve.

## Direttori
Direttori dal 1838:
- Tommaso Locatelli (1838 – marzo 1848)
- Pacifico Valussi (marzo 1848 – agosto 1849)
- Tommaso Locatelli (1866-1868)
  - Condirettore Paride Zajotti (1866-1868)
- Paride Zajotti (1868-1889)
- Ferruccio Macola (1889-1903)
- Vittorio Banzatti (1903 - dicembre 1905)
- Luciano Zuccoli (fino al 1912)
- Gino Damerini (1922-1941)
- Nino Scorzon (27/28 settembre - 24 ottobre 1943)
- Guido Baroni (25/26 ottobre 1943 - 27 aprile 1945)

## Periodicità
- Bisettimanale dal 4 settembre 1799;
- Quotidiano dal 1800.